# Ida Oppenheim
Ida Oppenheim (geboren 28. August 1864 in Eibenschütz, Kaisertum Österreich; gestorben 19. Oktober 1935 in Berlin) war eine deutsche Schriftstellerin. Sie veröffentlichte auch unter dem Pseudonym I. Oppen.    

## Leben
Ida Oppenheim war eine Tochter des Rabbiners Joachim Heinrich Oppenheim, sie wuchs in Thorn in Preußen auf, wo ihr Vater 1868 eine Stelle angetreten hatte. Oppenheim legte in Danzig das Lehrerinnenexamen ab und arbeitete für drei Jahre als Lehrerin. 
Sie schrieb für die Zeitschrift Mode und Haus und veröffentlichte dort 1888 ihre erste Erzählung. Ihre Beiträge erschienen auch in den Zeitschriften Zeitung des Judentums, Neuzeit und Österreichische Wochenschrift. Oppenheim schrieb Romane, jüdisch-historische Erzählungen und Ghettogeschichten. 

## Werke (Auswahl)
- Efeuranken. Erzählungen aus dem jüdischen Leben, Novellen, Novelletten, Plaudereien und Skizzen. Thorn : Schwartz, 1889
- Dornenwege. Drei Erzählungen. Prag : Brandeis, 1897
- I. Oppen: Inge Wilhelmi : Roman. Berlin : Duncker, 1907
- Nicht ebenbürtig. Berlin : C. Duncker, 1910
- Aus fernen Tagen. Erzählungen. Frankfurt am Main : Jüdischer Volksschriftenverlag, 1912
- I. Oppen: Die Freundin : Roman. Heilbronn : Weber, 1913
- I. Oppen: Eine Leidenschaft. Heilbronn : Weber, 1914
- I. Oppen: Die Sterne, die begehrt man nicht : Roman. Heilbronn : Weber, 1915
- J. Oppen: Schicksal : Erzählung. Heilbronn : Weber, 1917
- J. Oppen: Erstrebt - erreicht. Berlin : Duncker, 1917
- I. Oppen: Die Brüder : Roman.  Charlottenburg : Raben-Verlag, 1919
- J. Oppen: Schwesterchen : Roman.  Leipzig : Munz & Co. , 1929